# 钱德拉坎特·达杜·马利
钱德拉坎特·达杜·马利（1987年8月28日—）是一名印度举重运动员，身高1.78米。2010年参加广州亚运会，以309千克的成绩获85公斤级比赛第十名。